# Simona Senoner
Pour les articles homonymes, voir Senoner.
Simona Senoner, née le 13 juin 1993 à Bolzano et morte le 7 janvier 2011 à Fribourg-en-Brisgau, en Allemagne, est une sauteuse à ski italienne.

## Biographie
Simona Senoner est née à Bolzano et habitait Santa Cristina Valgardena. Elle était la nièce du skieur italien Peter Runggaldier.
Alors qu'elle était en déplacement avec son équipe à Schonach pour y participer à une épreuve de Coupe continentale féminine de saut à ski, elle est prise d'un malaise et perd connaissance. Elle est transportée par hélicoptère à l'hôpital de Fribourg-en-Brisgau où elle meurt le 7 janvier d'une « grave infection virale », probablement une méningite foudroyante, à l'âge de 17 ans. La plupart des sauteuses portent un brassard noir lors de la  compétition du lendemain, ainsi que tous les compétiteurs skieurs italiens.

## Parcours sportif
Elle est membre de l'équipe d'Italie de saut à ski dès 2008.

### Coupe continentale
Simona Senoner fait son entrée en coupe continentale de saut à ski à Dobbiaco-Toblach le 18 janvier 2006. En cinq ans et 53 concours, elle marque des points (au moins 30e) à dix reprises, avec une place de quinzième comme meilleur résultatà Dobbiaco-Toblach le 21 janvier 2009.

### Championnats du monde junior
Simona Senoner participe deux fois aux championnats du monde junior de saut à ski, à Zakopane en 2008 où elle prend la 10e place, et à Hinterzarten en 2010 où elle se place 32e.

## Galerie photographique

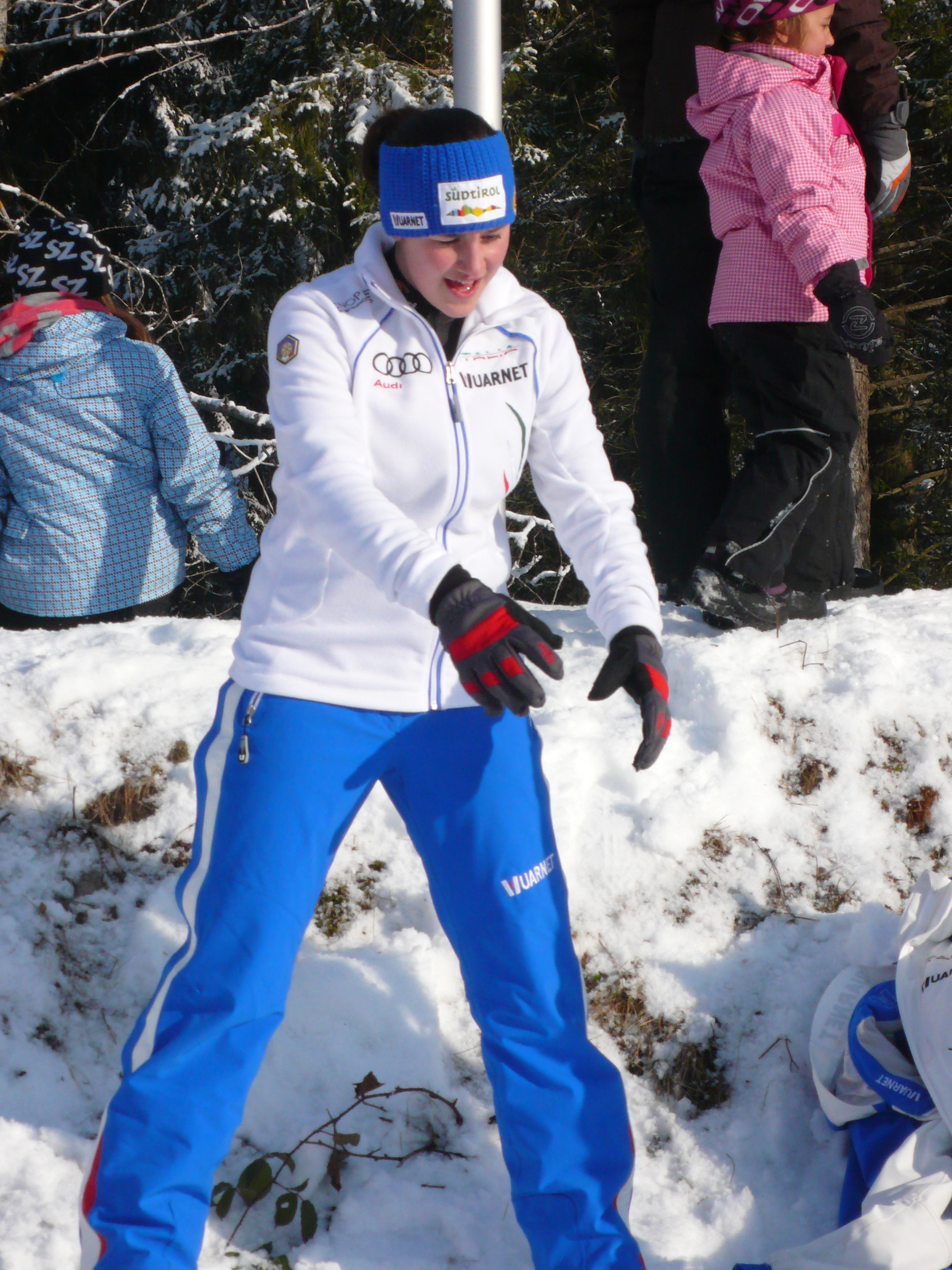
Simona Senoner à l'échauffement.
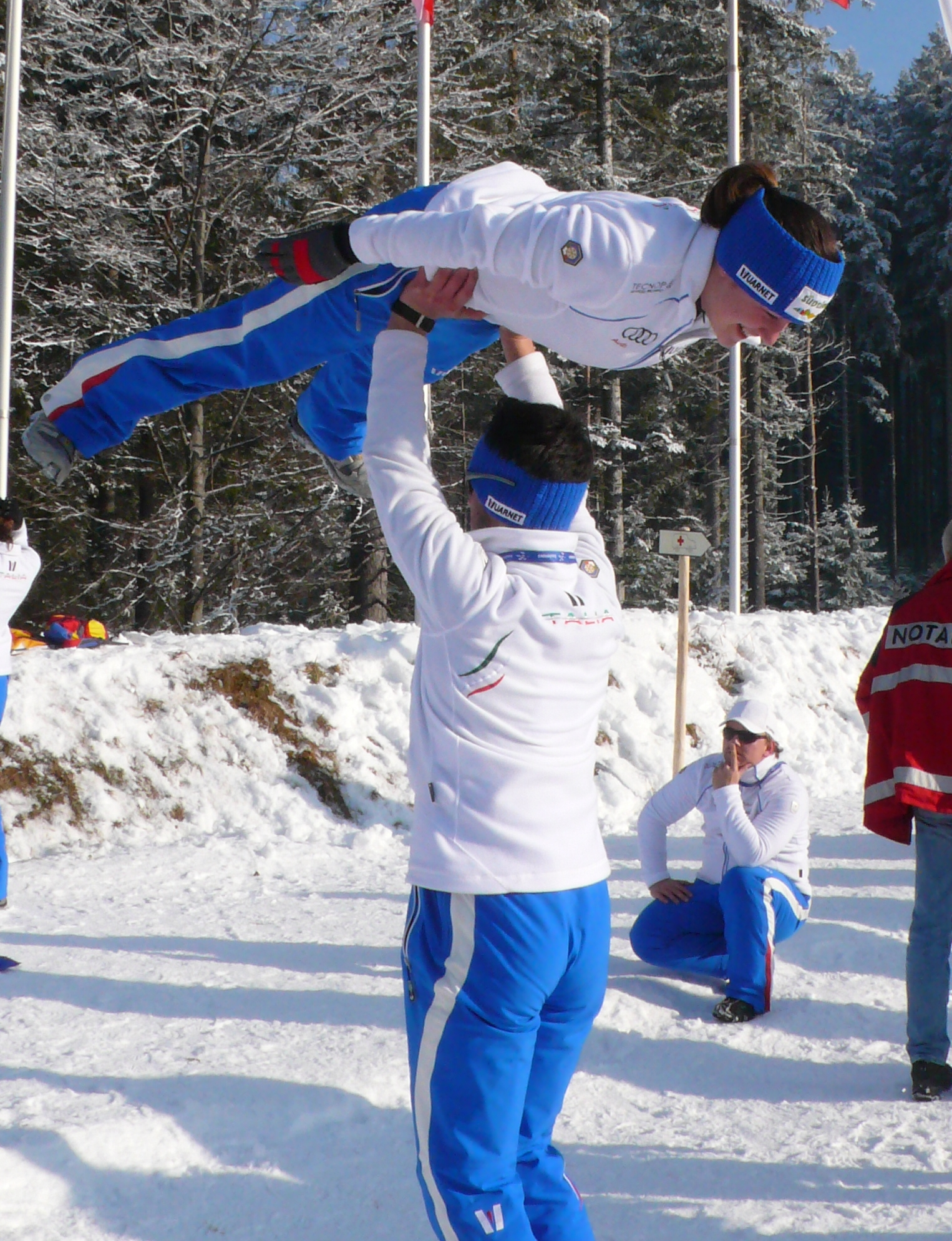
Simona Senoner à l'échauffement, sous le regard de son entraîneur, Fabian Ebenoch.
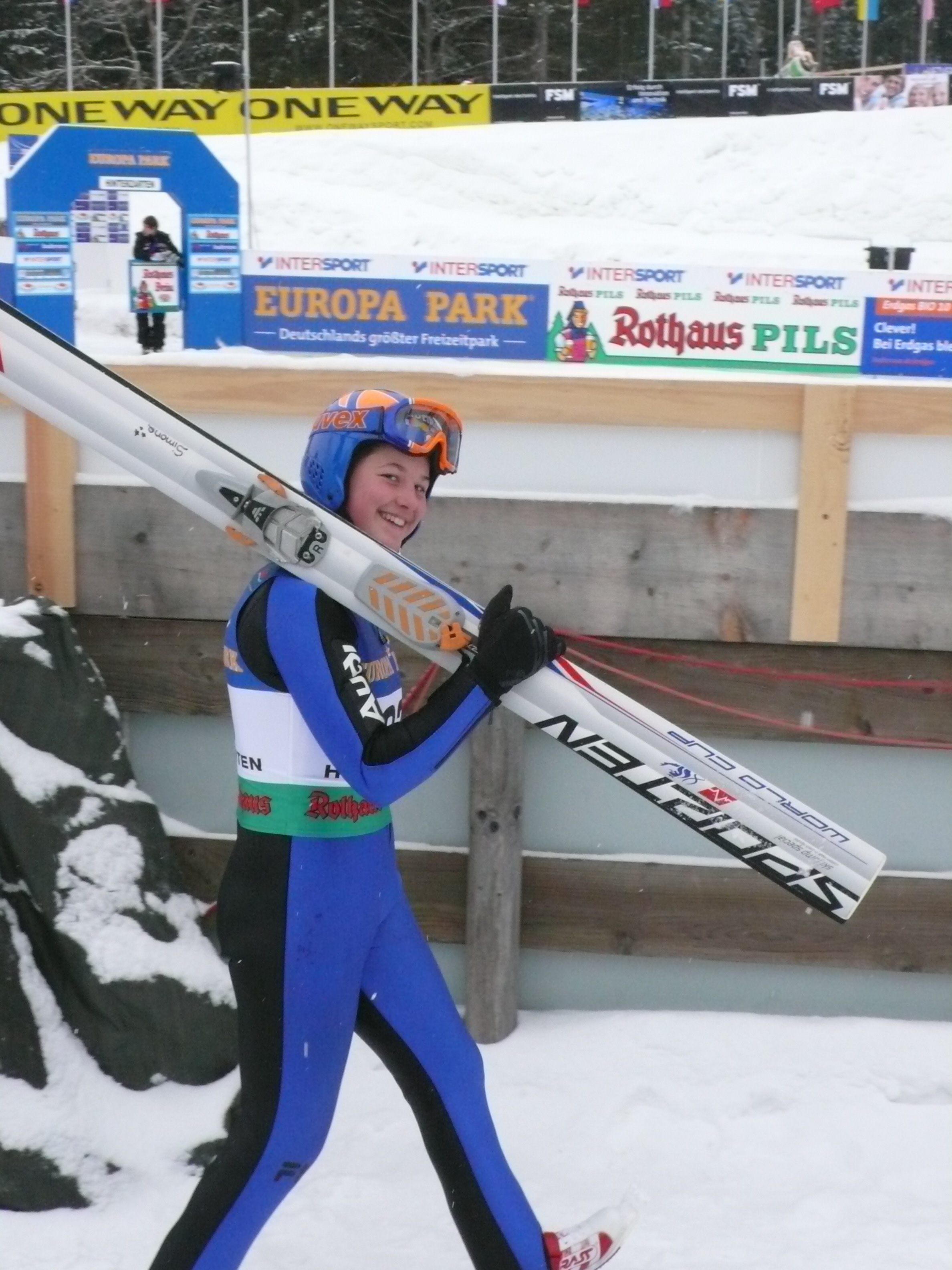
Simona Senoner en 2010
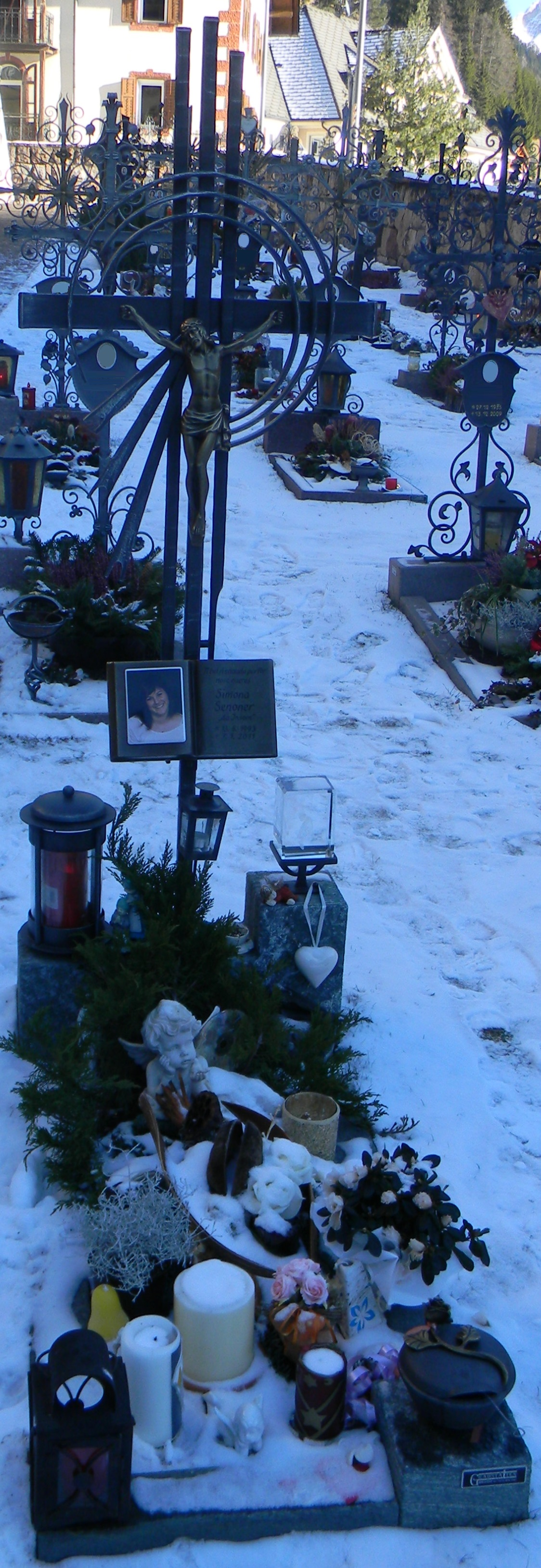
La tombe de Simona Senoner au cimetière de Santa Cristina Valgardena

## Source
- (en) Cet article est partiellement ou en totalité issu de l’article de Wikipédia en anglais intitulé « Simona Senoner » (voir la liste des auteurs).

1. 1 2  (en) Simona Senoner passed away
2. ↑  Mort naturelle pour Senoner
3. ↑  Simona Senoner peut-être victime d'une méningite
4. ↑  Décès de la jeune Italienne Simona Senoner
5. ↑  Palmarès de Simona Senoner en coupe continentale, par date.
6. 1 2  Palmarès de Simona Senoner en coupe continentale, par classement.
7. ↑  Résultat Dobbiaco-Toblach HS74, 21-01-2009.
8. ↑  Palmarès de Simona Senoner aux championnats du monde junior